# Sabre (esgrima)
El sabre és una disciplina i un tipus d'arma usat en l'esport de l'esgrima. El sabre es diferencia de les altres dues armes (l'espasa i el floret) perquè és possible colpejar amb una altra cosa que no sigui la punta de la fulla.
El sabre va ser l'última arma que va canviar a l'ús d'equips elèctrics per facilitar la materialització del cop. Això es va fer a partir del 1988, 31 anys després del floret i 52 anys després de l'espada.

## L'arma
El sabre deriva de l'arma que usaven abans els soldats de cavalleria. Té un protector en forma de bol, que es corba sota la mà, i una fulla en forma de T en secció transversal. La longitud del sabre és de 90 cm i el seu pes màxim és de 500 grams.

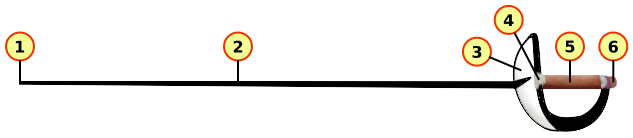
1. Botó; 2. Fulla; 3. Cassoleta; 4. Sensor elèctric; 5. Empunyadura; 6. Pom.

La fulla (2) fa 88 cm de llarg. És quadrangular amb una mida mínima de 4 mm per 1,2 mm. L'extrem de la fulla, el botó, (1) està enrotllat per no ser perillós. La fulla es pot corbar (a criteri del tirador); aquesta curvatura ha de ser contínua i no superar una fletxa de 4 cm.
La protecció del sabre es compon de quatre elements: l'empunyadura (5), el pom (6), la protecció (o gorra de sabre) (3) i el coixinet (4). La closca difereix àmpliament de la que s’utilitza per al paper d’alumini i l'espèia. Envolta la mà armada per protegir-la dels cops (la mà armada ja no és una superfície vàlida). La closca fa un màxim de 15 cm per 14 cm.

## Regles

Objectius vàlids (la part superior del cos, inclosos el cap i els braços però excloses les mans) en l'especialitat del sabre.

Els tocats o punts es poden aconseguir envestint amb la punta o tocant amb el fil de la fulla. El blanc vàlid és tot el cos de cintura cap a dalt, incloent cap i braços, però excloent-hi les mans. És per això que els assalts de sabre són els més ràpids i àgils en esgrima, pel que requereixen una bona forma física.
En sabre, com en floret, està prohibit ocultar el blanc vàlid amb un blanc no vàlid (per exemple, amb la mà no armada, blanc no vàlid, protegir el tronc, blanc vàlid).
Els assalts sabre, com en floret, han de respectar unes convencions. No existeix el tocat doble, com si ocorre en espasa, pel que en cas que s'encenguin dues llums, el tocat és per al tirador que tenia la prioritat. Aquesta prioritat es pot resumir que qui ataca té la prioritat fins que li sigui llevada mitjançant una parada.

## Sabristes cèlebres
- Vasil Etropolski
- Aladar Gerevich
- Pál Kovács
- Viktor Krovopouskov
- Jean-François Lamour
- Vladimir Nazlimov
- Jerzy Pawlowski
- Stanislav Pozdniakov
- Viktor Sidjak
- Damien Touya